# Gregorios Palamas
Gregorios Palamas, (grekiska: Γρηγόριος Παλαμάς; kyrkslaviska: Григо́рїй Пала́ма) född år 1296, död 1359, var en grekisk östlig ortodox kristen munk, mystiker, kyrkofader och ärkebiskop av Thessaloniki från berget Athos i dagens Grekland. Han är också ett helgon, då han blev helgonförklarad 1368. 

## Hesykasmen
Palamas var lärjunge till Symeon den nye teologen och var en framstående teolog av den mystiska grenen hesykasm inom den Grekisk-ortodoxa kyrkan. De hesykastiska mystikerna ville uppleva det gudomliga ljuset, det ljus som lärjungarna såg Kristus omstrålad av på berget Tabor. Denna mystiska rörelse utvecklades under 1300-talet bland munkarna på berget Athos, vilken framkallade den sista stora religiösa striden inom den grekiska världen under medeltiden. 
Genom att sitta orörliga, dra sina tankar helt och hållet ifrån den yttre världen och oavbruten bön trodde sig dess medlemmar, hesykasterna, kunna höja sig till åskådning av Gud. Denna kvietistiska lära, som är en grekisk nyplatonsk form av mystikens segertåg genom Europa, frambärs främst av Palamas.

## Övrigt
I Thessaloniki finns en kyrka som är helgad åt Gregorios Palamas, vid namn Helige Gregorios Palamas kyrka.